# Vinduesfunktion
Type af matematiske funktioner som typisk anvendes inden for signalbehandling. Vinduefunktioner bruges  sammen med signaler i tidsdomæne (Som signalet ser ud på et Oscilloskop).

Vinduefunktionen kan anvendes ved konstruktionen af digitale filtre og ved beregning af frekvensindhold af et signal fouriertransformation (DFT, FFT).
Ved at tilføje (multiplicere) en vinduefunktion på et signal tilfører man vinduefunktionens frekvens respons og bestemmer derved selektiviteten og sidesløjfer (engelsk side-lobes). For at forstå konsekvensen af  vinduefunktionen er man nødt til at forstå sammenhængen mellem enhedsrespons og frekvensindhold  (Laplacetransformation).
- Vinduefunktionseksempler:
  - Diracs deltafunktion
  - Rektangulærlvindue
  - Hanning-vindue (Hann-vindue)
  - Hamming-vinduet
  - Gauss-vindue
  - Bartlett-vindue
  - Trekant-vindue
  - Bartlett-Hann-vindue
  - Blackman-vindue
  - Kaiser-vindue
  - Nuttall-vindue
  - Blackman-Harris-vindue
  - Blackman-Nuttall-vindue
  - Bessel-vindue
  - Sinusvindue

## Hanning-vinduet (Hann-vinduet)
Hanning-vinduet (eller Hanning vinduefunktion) er en matematisk funktion der bruges indenfor digital signalbehandling. Den er opkaldt efter Julius Ferdinand von Hann. Dens matematisk form er 
{\displaystyle w(n)=0.5\;\left(1-\cos \left({\frac {2\pi n}{N-1}}\right)\right)}

## Hamming-vinduet
Hamming-vinduet (eller Hamming vinduesfunktion) er en matematisk funktion der bruges indenfor digital signalbehandling. Den er opkaldt efter amerikaneren Richard Hamming. Dens matematisk form er 
{\displaystyle w(t)=w(-t)=0.54+0.46\cos(t\pi /T)\qquad {\mbox{For}}\,0\leq t\leq T}
Hann-vinduet er en funktion der har næsten samme matematisk form, mens andre vinduefunktioner er det rektangulære vindue, det triangulære vindue og Kaiser-vinduet.
I forhold til det rektangulære og det triangulære vindue har Hamming-vinduet forholdsvis små sidesløjfer.

## Vindue funktion og FFT
En given vinduefunktion påvirker signalets spektrum.
| Vinduefunktion       | Vinduefunktion             | Højeste sidesløjfe [dB] | Sidesløjfe- fald [dB/okt] | Forstærkning [bin]  | Støjbåndbrede [bin] | (-3dB) båndbrede [bin] | (-6dB) båndbrede [bin] |
| -------------------- | -------------------------- | ----------------------- | ------------------------- | ------------------- | ------------------- | ---------------------- | ---------------------- |
| Rektangulær          | Rektangulær                | -13                     | -6                        | 1.0                 | 1.0                 | 0.89                   | 1.21                   |
| Trekant              | Trekant                    | -27                     | -12                       | 0.5                 | 1.33                | 1.28                   | 1.78                   |
| Cos                  | Cos                        | -23                     | -12                       | 0.64                | 1.23                | 1.20                   | 1.65                   |
| Hanning (Cos^2)      | Hanning (Cos^2)            | -32                     | -18                       | 0.5                 | 1.50                | 1.44                   | 2.00                   |
| Cos^3                | Cos^3                      | -39                     | -24                       | 0.42                | 1.73                | 1.66                   | 2.32                   |
| Cos^4                | Cos^4                      | -47                     | -30                       | 0.38                | 1.94                | 1.86                   | 2.59                   |
| Hamming              | Hamming                    | -43                     | -6                        | 0.54                | 1.36                | 1.30                   | 1.81                   |
| Riesz                | Riesz                      | -21                     | -12                       | 0.67                | 1.20                | 1.16                   | 1.59                   |
| Riemann              | Riemann                    | -26                     | -12                       | 0.59                | 1.30                | 1.26                   | 1.74                   |
| De La Valle- poussin | De La Valle- poussin       | -53                     | -24                       | 0.38                | 1.92                | 1.82                   | 2.55                   |
| Tukey                | a = 0.25 a = 0.50 a = 0.75 | -14 -15 -19             | -18                       | 0.88 0.75 0.63      | 1.10 1.22 1.36      | 1.01 1.15 1.31         | 1.38 1.57 1.80         |
| Bohman               | Bohman                     | -46                     | -24                       | 0.41                | 1.79                | 1.71                   | 2.38                   |
| Poisson              | a = 2.0 a = 3.0 a = 4.0    | -19 -24 -31             | -6                        | 0.44 0.32 0.25      | 1.30 1.85 2.08      | 1.21 1.15 1.75         | 1.69 2.08 2.58         |
| Hanning- poisson     | a=0.5 a=1.0 a=2.0          | -35 -39 NONE            | -18                       | 0.43 0.38 0.29      | 1.61 1.73 2.02      | 1.54 1.64 a.87         | 2.14 2.30 2.65         |
| Cauchy               | a=3.0 a=4.0 a=5.0          | -31 -35 -30             | -6                        | 0.42 0.33 0.28      | 1.48 1.76 2.06      | 1.34 1.50 1.68         | 1.90 2.20 2.53         |
| Gaussian             | a=2.5 a=3.0 a=3.5          | -42 -55 -69             | -6                        | 0.51 0.43 0.37      | 1.39 1.64 1.90      | 1.33 1.55 1.79         | 1.86 2.18 2.52         |
| Dolph- Chebyshev     | a=2.5 a=3.0 a=3.5 a=4.0    | -50 -60 -70 -80         | 0                         | 0.53 0.48 0.45 0.42 | 1.39 1.51 1.62 1.73 | 1.33 1.44 1.55 1.65    | 1.85 2.01 2.17 2.31    |
| Kaisser- Bessel      | a=2.0 a=2.5 a=3.0 a=3.5    | -46 -57 -69 -82         | -6                        | 0.49 0.44 0.40 0.37 | 1.50 1.65 1.80 1.93 | 1.43 1.57 1.71 1.83    | 1.99 2.20 2.39 2.57    |